# 素戔嗚神社 (平群町信貴畑)

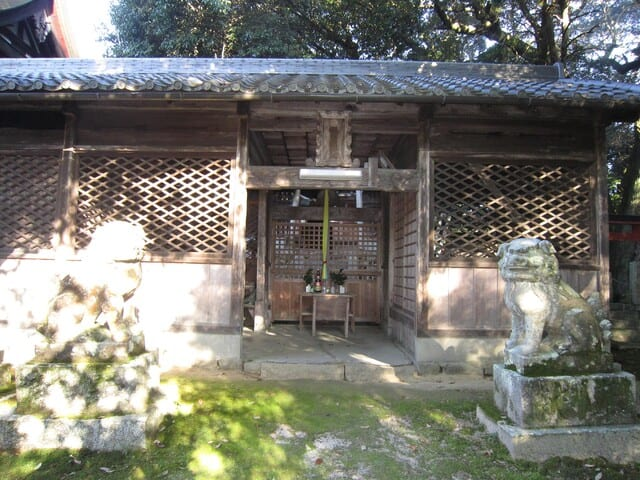
拝 殿

素戔嗚神社（すさのおじんじゃ）は、奈良県生駒郡平群町信貴畑に鎮座する神社。旧社格は、村社。
信貴畑並びに、奥之院の鎮守社である。

## 概要
信貴山朝護孫子寺の奥之院本堂のすぐ、西隣に接する。
創祀、由緒ともに不詳。
正面石燈籠にはさまれた数段の石段上に、瓦葺き切妻造の覆屋の中に向かって右側の本宮と若宮が鎮座する。
祭神は、素戔嗚命。
向かって左側の若宮は、龍王神社と呼ばれ、古来多聞天の化神、水軍の守護神と伝わっているが、詳かではない。
牛頭天王と、素戔嗚命を祀っているという説もある。
奥之院本殿の向かって左側には方除神社があり、深沙大将を祀っている。
素戔嗚神社本殿の向かって右側の境内社は、八大龍王を祀っており、そのまた右側にも境内社が並んでいる。
なお、同境内の奥之院の本尊は、毘沙門天像で「汗かき毘沙門天王」と呼ばれ、大和北部八十八ヶ所霊場の45番札所（米尾山・多聞院）となっている。

## アクセス
近鉄生駒線「平群駅」から、コミュニティバスで「信貴畑集落センター」下車、徒歩8分。